# Pokój w Dardanos
Pokój w Dardanos – porozumienie zawarte w Dardanos w 85 r. p.n.e. między Mitrydatesem VI Eupatorem a Lucjuszem Korneliuszem Sullą, które kończyło pierwszą wojnę Rzymu ze wspomnianym królem Pontu (89-84 p.n.e.).

## Geneza
Gdy w roku 88 Mitrydates VI zaatakował Bitynię i pobiwszy wojska rzymskie oraz bityńskie wkroczył do prowincji Azji, a następnie w roli filhellena zaczął wyzwalać spod rzymskiego panowania tamtejsze miasta, namiestnikiem owej prowincji i dowódcą w wojnie z królem pontyjskim mianowano L. Korneliusza Sullę - przywódcę zwolenników rządów senackich w Rzymie, stronnictwa tzw. optymatów. W 87 roku wylądował on w Grecji, gdzie przystąpił do oblężenia Aten, które zdobył szturmem w roku następnym i wkroczył do Beocji. Na jej terenie doszło do starcia z armią Mitrydatesa w bitwach pod Cheroneą i Orchomenos (obie rozegrały się w roku 86 p.n.e.), które Sulla zwyciężył, łupiąc następnie tereny całej Grecji, w tym Delfy. Przywódca optymatów musiał się jednak spieszyć z zakończeniem wojny, bowiem w Rzymie władzę przejęli popularzy (stronnictwo antysenackie), którzy pozbawili go dowództwa i mianowali nowego wodza w wojnie z Mitrydatesem (najpierw był nim Waleriusz Flakkus, potem Flawiusz Fimbria). W tej sytuacji Sulla doprowadził do osobistego spotkania z królem Pontu w Dardanos, po czym prędko ruszył do Rzymu, by rozprawić się ze swoimi przeciwnikami. Wiosną 83 p.n.e. wylądował z armią w Brundizjum, rozpoczynając I wojnę domową w Rzymie. 

## Postanowienia
Pokój w Dardanos miał warunki niekorzystne dla Mitrydatesa, bowiem przywracał stan posiadania Rzymu na Wschodzie - prowincję Azję. Król zobowiązał się także wypłacić odszkodowanie oraz wydać zwycięzcy swą flotę egejską liczącą wówczas około 80 okrętów. Traktat miał jednak charakter kompromisowy i nie dawał żadnych gwarancji, że król Pontu zrezygnuje ze swych zaborczych planów. Poskutkowało to wybuchem dwóch następnych wojen z Rzymem - w latach 83-82 p.n.e. oraz 74-64 p.n.e., z czego ta druga była dla państwa rzymskiego znacznie trudniejsza; ostateczne pokonanie Mitrydatesa wymagało dowództwa dwóch wielkich wodzów - Lucjusza Licyniusza Lukullusa (dowodził w latach 74-66) oraz Gnejusza Pompejusza Magnusa (lata dowodzenia: 66-64, do zakończenia zmagań wojennych).